# Дуглас Сміт (актор)
Дуглас Александер Сміт (англ. Douglas Alexander Smith; нар. 22 червня 1985) — канадський актор, відомий своєю роботою у серіалі HBO «Велике кохання» в ролі Бена Генріксона, старшого сина багатоженця Білла Генріксона.
Також він знявся у фільмах та серіалах «Персі Джексон: Море чудовиськ», «Термінатор: Генезис», «Вініл», «Міс Слоун», «Алієніст» та другому сезоні «Великої маленької брехні».

## Раннє життя
Сміт народився в Торонто, штат Онтаріо, (Канада). Його мати — Терреа (до шлюбу Остер), вчителька родом з США; батько — Моріс Сміта, продюсер низькобюджетних фільмів, родом з Великої Британії. Мати Сміта знялася в кількох фільмах, які його батько випустив у 1980-х.

## Особисте життя
Він одружений з Тіш Тревіс з квітня 2018 р.

## Фільмографія
| Рік       |    | Українська назва              | Оригінальна назва              | Роль                                                                |
| --------- | -- | ----------------------------- | ------------------------------ | ------------------------------------------------------------------- |
| 1996      | с  | Цілком таємно                 | The X-Files                    | пітчер (серія «Дім»)                                                |
| 1997      | ф  |                               | The Death Game                 | Трістан                                                             |
| 1998      | с  | За межею можливого            | The Outer Limits               | Дуглас (серія «In to Zone»)                                         |
| 1999      | ф  | Вибух з минулого              | Blast from the Past            | Адам Веббер у віці 11 років                                         |
| 2001      | с  | Сімейне право                 | Family Law                     | Патрік Семсон (серія «Sex, Lies, and Internet»)                     |
| 2002      | ф  |                               | Trancers 6                     | панк                                                                |
| 2002      | ф  | Партнери в дії                | Partners in Action             | Тедді                                                               |
| 2003      | кф |                               | Lock her Room                  | Джонні                                                              |
| 2003      | с  |                               | Out There                      | Рейлі Еванс (головна роль)                                          |
| 2003      | ф  | Прокляття повішеного          | Hangman's Curse                | Елайджа Спрінгфілд                                                  |
| 2003      | тф |                               | Stuck in the Movie with You    | Сем                                                                 |
| 2003      | с  | Мертва справа                 | Cold Case                      | 16-річний Раян Бейс (серія «Churchgoing People»)                    |
| 2004      | с  | Евервуд — місто на пагорбі    | Everwood                       | Гейвін Кертіс (серія «Controlling Interest»)                        |
| 2004      | с  | Джоан з Аркадії               | Joan of Arcadia                | Деніел Шоалар (серія «State of Grace»)                              |
| 2004      | с  | Захисник                      | The Guardian                   | Джей (серія «Without Consent»)                                      |
| 2004      | с  | C.S.I.: Місце злочину Маямі   | CSI: Miami                     | Джейсон Гендерсон (серія «Invasion»)                                |
| 2004      | ф  | Нічна тусовка                 | Sleepover                      | Грегг                                                               |
| 2004      | ф  |                               | State's Evidence               | Скотт                                                               |
| 2005      | ф  |                               | Rock the Paint                 | Джош                                                                |
| 2005      | ф  | Санта-кілер                   | Santa's Slay                   | Ніколас Юлесон                                                      |
| 2006      | с  | Розслідування Джордан         | Crossing Jordan                | Стівен Рейнольдс (серія «Mysterious Ways»)                          |
| 2006      | с  |                               | Close to Home                  | Колін Паркс (серія «The Shots»)                                     |
| 2006      | ф  | Громадянин Двейн              | Citizen Duane                  | Двейн Белфур                                                        |
| 2006—2007 | с  | CSI: Місце злочину            | CSI: Crime Scene Investigation | Марлон Вест (серії «The Unusual Suspect» і «Goodbye and Good Luck») |
| 2006—2011 | с  | Велике кохання                | Big Love                       | Бен Генріксон (головна роль)                                        |
| 2007      | ф  |                               | Remember the Daze              | Піт                                                                 |
| 2009      | кф |                               | Someday We Will Get Married    | Джеймс                                                              |
| 2009      | с  | Сестра Готорн                 | Hawthorne                      | Кертіс (серія «Night Moves»)                                        |
| 2010      | с  | Гаряча точка                  | Flashpoint                     | Карлтон Гейворд (серія «Whatever it Takes»)                         |
| 2011      | с  |                               | Margene's Blog                 | Бен Генріксон (серія «Girls Gotta Dance»)                           |
| 2012      | ф  | Антивірус                     | Antiviral                      | Едвард Порріс                                                       |
| 2013      | ф  |                               | The Boy who Smells like Fish   | Міка                                                                |
| 2013      | ф  | Персі Джексон: Море чудовиськ | Percy Jackson: Sea of Monsters | Тайсон                                                              |
| 2013      | с  | Копи-новобранці               | Rookie Blue                    | Чак (серія «You Are Here»)                                          |
| 2014      | ф  |                               | Stage Fright                   | Бадді Свенсон                                                       |
| 2014      | ф  |                               | Hard Drive                     | Дітч                                                                |
| 2014      | ф  | Віджа: Смертельна гра         | Ouija                          | Піт                                                                 |
| 2015      | ф  | Термінатор: Генезис           | Terminator Genisys             | Ерік Томпсон                                                        |
| 2016      | с  | Вініл                         | Vinyl                          | Гарі / Хав'єр (різні ролі)                                          |
| 2016      | ф  | Небезпечна гра Слоун          | Miss Sloane                    | Алекс                                                               |
| 2017      | ф  | Байбаймен                     | The Bye Bye Man                | Елліот                                                              |
| 2017      | ф  |                               | Bottom of the World            | Алекс                                                               |
| 2018—2020 | с  | Алієніст                      | The Alienist                   | Маркус Ісааксон (головна роль)                                      |
| 2019      | с  | Велика маленька брехня        | Big Little Lies                | Корі (другорядна роль)                                              |
| 2021      | с  | Кларисса                      | Clarice                        | Тайсон Конвей (другорядна роль)                                     |
| 2022      | ф  | Не хвилюйся, люба             | Don’t Worry Darling            | Джон                                                                |
| 2022      | ф  | Клятви кохання                | The Swearing Jar               | Оуен                                                                |
| 2023      | ф  | Експозиція                    | Exposure                       | Таннер (головна роль)                                               |
| 2023      | ф  | Сім вуалей                    | Seven Veils                    |                                                                     |
| 2024      | ф  | Горизонт: Американська сага   | Horizon: An American Saga      |                                                                     |

## Нагороди та номінації
| Рік  | Премія                 | Категорія                        | Робота        | Результат |
| ---- | ---------------------- | -------------------------------- | ------------- | --------- |
| 2005 | Премія молодого актора | Найкраща гра у художньому фільмі | Нічна тусовка | Номінація |